# 法国共产党万岁

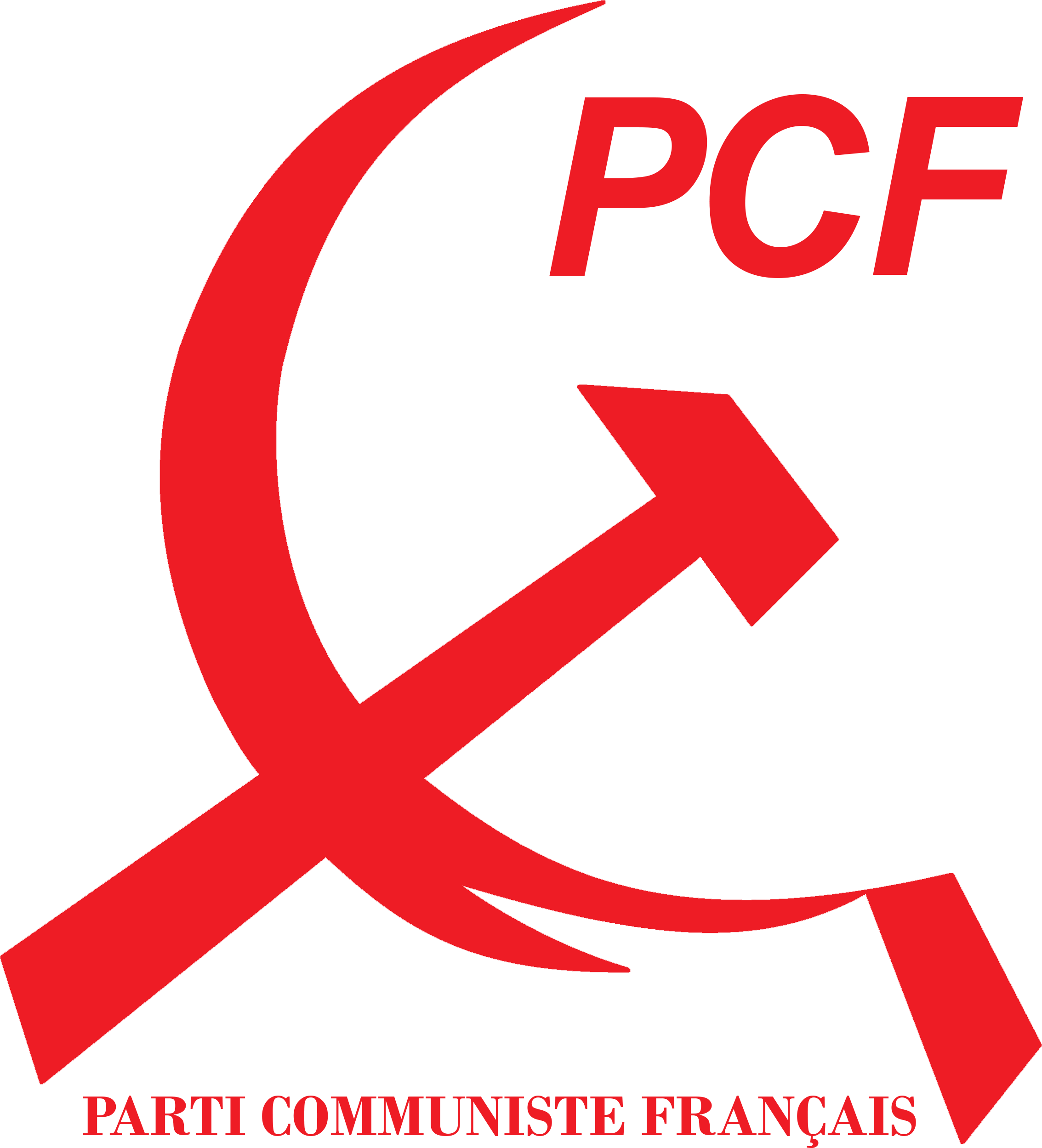
法国共产党的传统标志

法国共产党万岁（法语：Vive le Parti communiste français，缩写为Vivelepcf）是法国共产党内部的一个“正统派”（坚持马克思列宁主义的派别）组织，由反对自1994年罗贝尔·于担任法共全国书记起该党推行的“突变”战略的各法共地方支部和联合会组成。
该组织经常抨击法共领导层的决策。该组织反对法共组建左翼阵线以及推举让-吕克·梅朗雄为2012年法国总统选举候选人。2013年，法共领导层决定新的党证不再印上“锤子与镰刀”标志，该组织也表示强烈反对。
该组织的全国网络负责人为法国共产党圣康坦支部书记科琳娜·贝库尔。
参加“法国共产党万岁”的法共地方组织包括：法共巴黎十五区支部、圣康坦支部、圣马丹代雷支部、芒特拉若利支部、科西嘉冠支部、雅尔尼支部、上索恩省联合会以及塔恩省联合会等等。